# Pfarrkirche Söchau

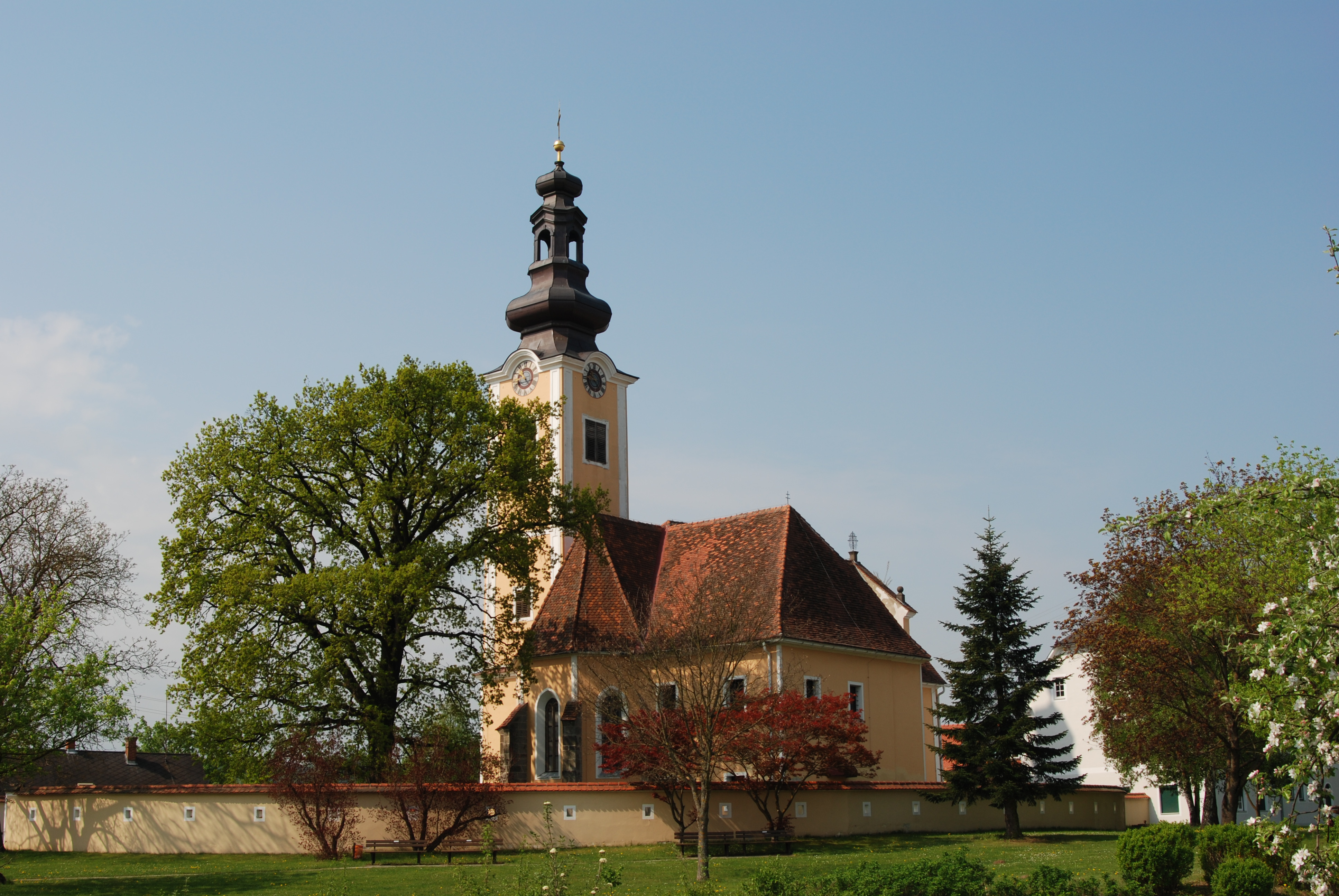
Katholische Pfarrkirche hl. Vitus in Söchau

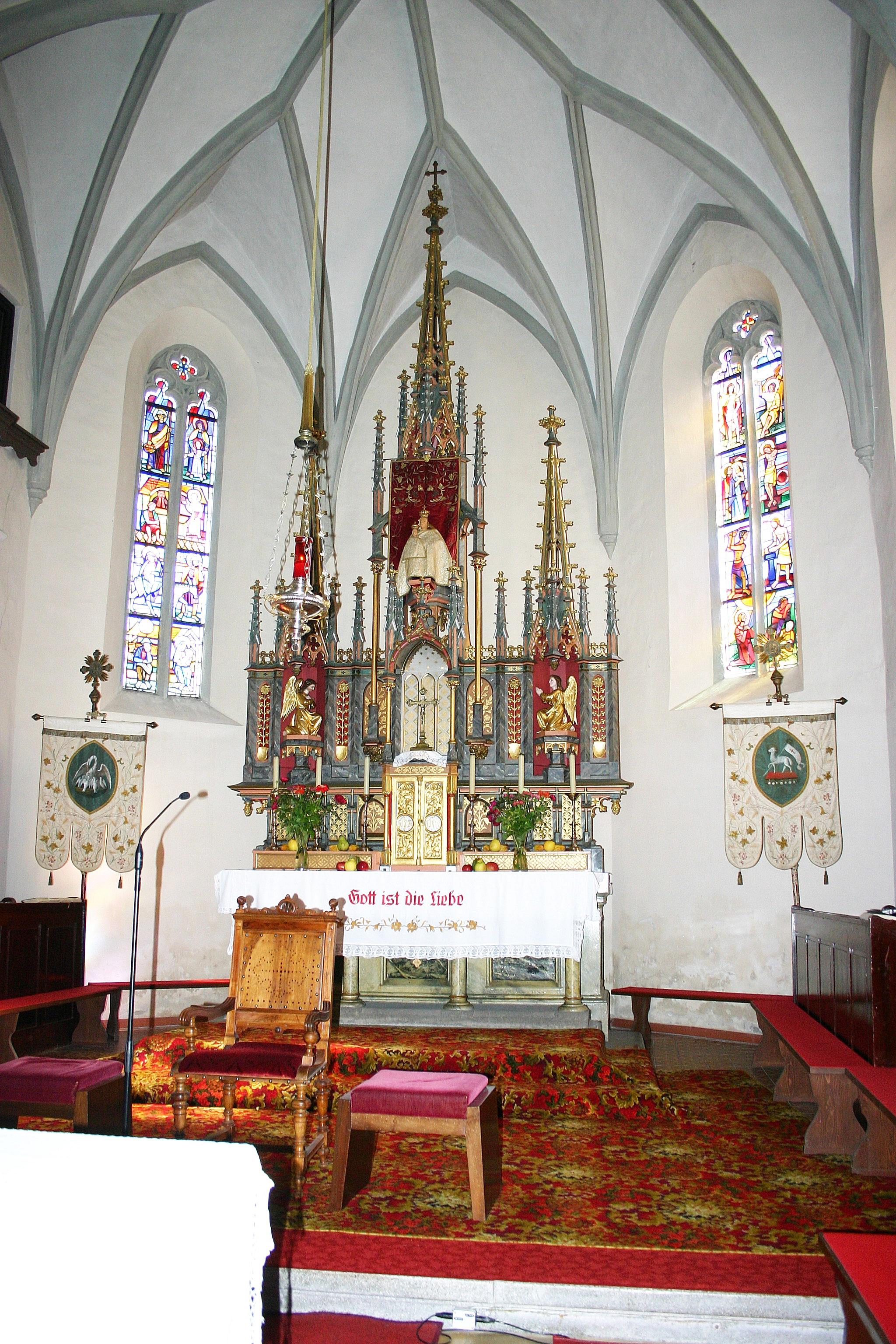
Langhaus, Blick in den Chor

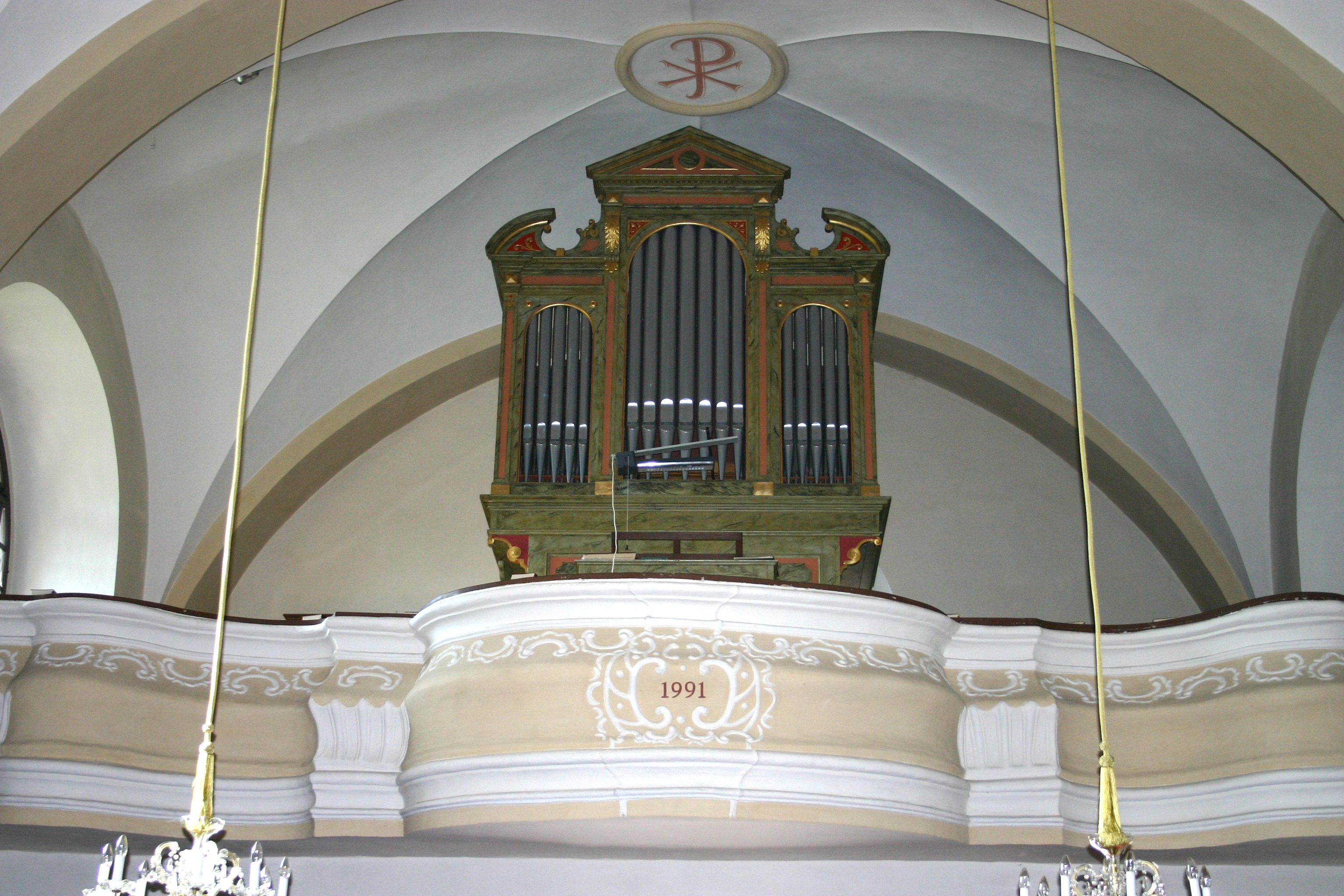
Langhaus, Blick zur Orgel

Die römisch-katholische Pfarrkirche Söchau steht in der Ortschaft Söchau der Stadtgemeinde Fürstenfeld im Bezirk Hartberg-Fürstenfeld in der Steiermark. Die dem Patrozinium des hl. Veit unterstellte Pfarrkirche gehört zur Region Oststeiermark (Dekanat Waltersdorf) in der Diözese Graz-Seckau. Die Kirche steht unter Denkmalschutz (Listeneintrag).

## Geschichte
Die Kirche wurde 1418 zu einem Ungarneinfall genannt.
Vom gotischen Kirchenbau ist der Chor und der Unterbau des Turmes erhalten. Der barocke Neubau erfolgte von 1662 bis 1667 vielleicht durch Matthias Lanz. Die Sakristei entstand 1772/1773, die Kapellen am Langhaus 1865. Renovierungen fanden 1827, 1843 und 1902 statt. 1970 wurde die Kirche restauriert.

## Architektur
Das Kirchenäußere zeigt den Chor mit einfach abgetreppten Strebepfeilern aus dem Ende des 15. Jahrhunderts. Der einfache quadratische Turm südlich am Chor trägt eine gegliederte Zwiebelhaube um 1780, der Turm hat ein gekehltes Südportal und Schulterbogenfenster. Die zweigeschoßige Westfront hat einen Dreieckgiebel mit seitlichen Sprenggiebelstücken und eine Pilastergliederung.
Das Kircheninnere zeigt ein dreijochiges Langhaus mit sechsteiligen Kreuzgratgewölben auf Gurten über Pilastern. Am dritten Joch gibt es beiderseits Kapellenanbauten. Der Orgelchor hat eine Stuckverzierung aus der Mitte des 18. Jahrhunderts. Der Fronbogen ist gekehlt. Der einjochige Chor hat einen Fünfachtelschluss und ein Sternrippengewölbe.

## Einrichtung
Der neugotische Hochaltar aus 1890 trägt eine Figur des Heiligen Veit um 1520. Die Altäre der Kapellen entstanden 1827, die ehemaligen Altarbilder der Heiligen Patritius und Florian hängen daneben. Die Kanzel entstand durch die Werkstatt des Remigius Horner 1728. Das ehemalige Hochaltarbild hl. Veit schuf M. Schiffer 1804.
Der spätgotische Taufstein entstand im Anfang des 16. Jahrhunderts.
Die Orgel baute die Firma Mauracher 1910.